# 田麻
田麻（学名：Corchoropsis tomentosa）为椴树科田麻属下的一个种。

## 扩展阅读
- 維基物種上的相關：田麻